# 호연익
안문강목공 호연 익(雁門剛穆公 呼延翼, ? ~ 309년 12월 18일(음력 11월 1일))은 오호 십육국 시대 한나라(훗날의 전조)의 관료·군인이자 외척으로, 흉노 귀성(貴姓) 중 하나인 호연씨 출신이다. 개국황제 유연(광문제)의 첫 황후인 호연황후와 종정 호연유의 아버지이다.

## 행적
영봉 원년 10월 3일[갑술일](308년 11월 2일), 한왕 유연이 황제를 칭하고 즉위하였다(광문제). 같은해 12월 5일[을해일](309년 1월 2일), 어사대부 호연익은 대사공에 임명되고 안문군공에 봉해졌다.
하서 원년(309년) 10월, 광문제는 초왕 유총·정동대장군(征東大將軍) 왕미·시안왕 유요·여음왕 유경 등에게 50,000명의 정예 기병들을 이끌고 진나라(서진)의 수도 낙양을 공격하게 하였다. 대사공 호연익은 보병들을 이끌고 후속부대로서 뒤따랐다. 10월 21일[병진일](309년 12월 9일), 한군이 의양에 다다르자, 불과 한 달 전에 격퇴된 그들이 얼마 안 가 또다시 쳐들어 오리라고는 생각치도 못한 진나라 조정은 매우 두려워하였다. 그 사이에 유총 등이 이끄는 한군은 하남에서 진군을 격파하고, 10월 26일[신유일](309년 12월 14일)에는 서명문(西明門)에까지 육박하여 그곳에 진을 쳤다. 그때 대하문(大夏門)에 진을 치고 있던 한군의 장수 정로장군(征虜將軍) 호연호(呼延顥)가 그날 밤에 진군의 장수 양주독호(督護) 북궁순과 호군 가윤(賈胤)이 이끄는 1,000명의 결사대에게 진지를 습격당해 참살당하였다. 이튿날인 10월 27일[임술일](309년 12월 15일), 유총은 잠시 군대를 낙양성 남쪽으로 후퇴시키고 낙수 가에 진을 쳤다.
같은해 11월 1일[을축일](309년 12월 18일), 후방에서 이미 대양(大陽)에 도착해 있던 한나라 군대 내부에서 원인을 알 수 없는 반란이 일어났다. 호연익은 반란을 일으킨 부하들에게 죽임을 당하였고, 군대는 뿔뿔이 흩어져 한나라의 수도 평양으로 되돌아갔다. 광문제는 조서를 내려 유총에게 회군을 명하였으나, 유총이 진군은 나약한 데다가 호연호·호연익 두 장수가 죽었다고 하여 군대를 되돌릴 수는 없다면서 그대로 남아서 낙양을 공격하게 해 달라고 강력하게 요청하자, 이를 받아들였다. 한군은 유총의 지휘 아래 낙양성에 대한 포위 공격을 이어갔으나, 동해왕 사마월의 지휘 아래 농성하던 진군의 완강한 저항에 부딪쳤고, 그들에게 기습까지 당해 적지 않은 피해를 입었다. 결국 한군은 낙양성을 함락시키지 못하고 평양으로 철수할 수밖에 없었다.

### 내용주
1. ↑  엄연의 《자치통감보》에서는 필사본이 유행하는 과정에서 호연 기(呼延冀)[4] 또는 호정 익(呼廷翼)[5]으로, 자형이 와전되어 기록되었다.
2. ↑  조위 ~ 서진 때의 낙양성 서쪽 성문 중의 하나로[21][20], 낙양성의 서쪽 방향 남쪽 가장자리에서 2번째 문이었다[2](당시의 위치).
3. ↑  조위 ~ 서진 때의 낙양성 북쪽 성문 중의 하나[2][20](당시의 위치).
4. ↑  엄연의 《자치통감보》에서는 필사본이 유행하는 과정에서 호정 호(呼廷顥)[5]로, 자형이 와전되어 기록되었다.
5. ↑  후한말의 모사이자 조위의 태위 가후의 증손.

### 참조주
1. 1 2 3 4 5 6 7 8 9  사마광, 《자치통감》 권87 진기(晉紀)9
2. 1 2 3 4 5 6 7 8 9 10 11 12  호삼성, 《자치통감음주》 권87 진기(晉紀)9
3. 1 2 3 4 5 6 7 8  중앙연구원 음양력 변환기
4. 1 2 3  엄연, 《자치통감보》 권86 진기6 효회황제 上 영가 2년(308, 무신), 상주 사보루(思補樓) 교정인쇄본 《자치통감보》(50), 111/113.
5. 1 2 3 4 5 6  엄연, 《자치통감보》 권87 진기7 효회황제 中 영가 3년(309, 기사), 상주 사보루(思補樓) 교정인쇄본 《자치통감보》(51), 10/61.
6. ↑  방현령 외, 《진서》 권97 열전 제67 사이전(四夷傳)
7. 1 2 3  사마광, 《자치통감》 권86 진기(晉紀)8
8. 1 2 3  호삼성, 《자치통감음주》 권86 진기(晉紀)8
9. ↑  사마광, 《자치통감》 권87 진기(晉紀)10
10. ↑  호삼성, 《자치통감음주》 권88 진기(晉紀)10
11. 1 2  방현령 외, 《진서》 권5 제기(帝紀) 제5
12. 1 2 3 4 5 6 7  방현령 외, 《진서》 권101 재기(載記) 제1 유원해(劉元海)
13. ↑  탕구 집(輯), 《십육국춘추집보(十六國春秋輯補)》 권2 전조록2 유연, 《광아서국총서(廣雅書局叢書)》본 《십육국춘추집보》권01-15, 80/302.
14. ↑  《백양판 자치통감 (21) 팔왕의 난》, 182쪽.
15. 1 2  홍승현 2023, 257–258쪽.
16. ↑  탕구 집(輯), 《십육국춘추집보(十六國春秋輯補)》 권2 전조록2 유연, 《광아서국총서(廣雅書局叢書)》본  《십육국춘추집보》권01-15, 81/302.
17. ↑  《백양판 자치통감 (21) 팔왕의 난》, 182-183쪽.
18. 1 2 3 4  탕구 집(輯), 《십육국춘추집보(十六國春秋輯補)》 권2 전조록2 유연, 《광아서국총서(廣雅書局叢書)》본  《십육국춘추집보》권01-15, 84/302.
19. 1 2 3 4 5 6  《백양판 자치통감 (21) 팔왕의 난》, 190쪽.
20. 1 2 3 4 5 6  홍승현 2023, 265–266쪽.
21. ↑  호삼성, 《자치통감음주》 권85 진기(晉紀)7
22. ↑  엄연, 《자치통감보》 권87 진기7 효회황제 中 영가 3년(309, 기사), 상주 사보루(思補樓) 교정인쇄본 《자치통감보)》(51), 10-11/61.
23. ↑  탕구 집(輯), 《십육국춘추집보(十六國春秋輯補)》 권2 전조록2 유연, 《광아서국총서(廣雅書局叢書)》본  《십육국춘추집보》권01-15, 85/302.
24. ↑  엄연, 《자치통감보》 권87 진기7 효회황제 中 영가 3년(309, 기사), 상주 사보루(思補樓) 교정인쇄본 《자치통감보)》(51), 11/61.
25. ↑  《백양판 자치통감 (21) 팔왕의 난》, 190-191쪽.
26. ↑  홍승현 2023, 265–267쪽.

## 참고 문헌
- 오사감(吳士鑑) 주, 유승간(劉承幹) 출판, 《진서각주(晉書斠注)》, 민국 17년(1927년) 오흥 유(劉)씨 가업당(嘉業堂)본
  - 방현령 외; 오사감 주; 유승간 출판 (2008년 9월).  왕욱(王勖), 편집. 《진서각주(晉書斠注)》 [중화서국 영인본 진서각주] (중국어) 1판. 북경: 중화서국. ISBN 978-7-101-06264-9.
- 백양(柏楊, 1920년 ~ 2008년), 《백양판 자치통감》
  - (대만) 백양 역 (1987년 6월). 〈팔왕지란(八王之亂)〉. 《현대어문판 자치통감》 [백양판 자치통감 (21) 팔왕의 난] (중국어) 21 1판. 북경: 중국우의출판공사(中國友誼出版公司).
- 홍승현(洪承賢) (2023년 6월). “『십육국춘추집보(十六國春秋輯補)』 역주(譯註) Ⅱ ―『전조록(前趙錄)』  2(二) 유연(劉淵)―”. 《중국사연구》 (중국사학회) (제144집): 243-269. 2025년 2월 3일에 확인함.

| 전임 (한 (전조) 건국) | 한 (전조)의 대사공 308년 음력 12월 을해일 ~ 309년 음력 11월 을축일 | 후임 유연년 |